# 疣盖鬼笔属
疣盖鬼笔属（学名：Jansia）是鬼笔科下的一个属。

## 下属物种
本属包括以下物种：
- 博尼疣盖鬼笔 Jansia boninensis Lloyd
- 雅致疣盖鬼笔 Jansia elegans